# Смывайся!
«Смыва́йся!» (англ. Flushed Away) — анимационный приключенческий комедийный фильм 2006 года производства DreamWorks Animation и Aardman Animations. Фильм был снят Сэмом Феллом и Дэвидом Бауэрсом по сценарию Дика Клемента, Иэна Ла Френа, Криса Ллойда, Джо Кинана и Уилла Дэвиса, а история была разработана Феллом, Клементом, Френа и продюсером Питером Лордом. В фильме звучат голоса Хью Джекмана, Кейт Уинслет, Иэна МакКеллена, Шейна Ричи, Билла Найи, Энди Серкиса и Жана Рено. В фильме избалованный декоративный крысёнок по имени Родди Сент-Джеймс (Джекман) смывается в унитаз в его квартире в Кенсингтоне канализационной крысой по имени Сид (Ричи) и подружился с мусорщицей по имени Рита Мэлоун (Уинслет), чтобы вернуться домой, ускользнув от зловещей жабы (Маккеллен) и её приспешников (Найи и Серкис).
Идея о том, что крысы влюбляются в канализации, была придумана аниматором Феллом во время производства «Побега из курятника». В 2001 году Фелл развил концепцию в историю, прежде чем представить ее DreamWorks. Проект был впервые анонсирован в июле 2002 года, после чего дуэт сценаристов комиксов Клемент и Ла Френас был нанят для написания сценария, который имел рабочее название Ratropolis. В 2003 году Боуэрс присоединился к Феллу в качестве сорежиссера. Это был третий и последний совместный проект DreamWorks и Aardman после «Побега из курятника» (2000) и «Уоллес и Громит: Проклятие кролика-оборотня» (2005), и был первым проектом Aardman, созданным преимущественно в компьютерной анимации вместо их обычной покадровой анимации — это было связано с тем, что использование воды для моделирования из пластилина могло повредить их, а визуализация эффекта другим способом была сложной.
Мировая премьера фильма состоялась в кинотеатре Toho Cinemas в Роппонги Хиллз во время международного кинофестиваля в Токио 22 октября 2006 года, за которым последовал широкий релиз в США компанией Paramount Pictures 3 ноября 2006 года и в Великобритании компанией United International Pictures 1 декабря. Несмотря на положительные отзывы критиков, фильм «Смывайся» провалился в прокате, собрав более 178 миллионов долларов по всему миру при производственном бюджете в 149 миллионов долларов и побудив Aardman прекратить партнерское соглашение с DreamWorks с предполагаемым убытком в 109 миллионов долларов после списания. Фильм был номинирован на премию BAFTA и премию «Выбор критиков» за лучший анимационный фильм. Он получил ещё 8 номинаций на 34-й церемонии вручения премии Annie Awards, выиграв 5 ведущих, включая «Лучший сценарий в анимационном полнометражном фильме» и, для МакКеллена, «Лучшую озвучку в анимационном полнометражном фильме».
Мультфильм получил рейтинг PG за сленг и грубый юмор. Теглайн мультфильма: «Из цивилизации — в канализацию».

## Сюжет
Родди Сент-Джеймс — домашняя мышь, ведущий беззаботную жизнь домашнего животного в одном из самых богатых районов Лондона — в Кенсингтоне. Он чувствует себя полным аристократом, устраивает себе типичные аристократические развлечения, но при этом он совершенно один. Однажды, в отсутствие хозяев, в его доме неожиданно объявляется Сид, мышь, всю жизнь проживший в канализации, выглядящий и ведущий себя соответственно, и почти сразу заявляет Родди, что не собирается покидать дом. Чтобы избавиться от нежелательного гостя, Родди пытается спустить Сида в унитаз (выдав его за джакузи), но в результате «аристократ» сам оказывается в лондонской канализации, где открывает для себя целый мышиный город.
В поисках возможностей вернуться домой он выходит на Риту Мэлоун, предприимчивую крысу, работающую на своей лодке «Джимми Доджер». Поначату они не ладили: в момент их встречи объявляются мыши-телохранители Жаба, очень влиятельного гражданина подземного города, которые охотятся за Ритой, чтобы забрать у неё рубин, который Рита получила в подарок от отца (этот камень якобы принадлежал короне самой Елизаветы II), но Родди случайно включает сирену на корабле Риты, чем выдаёт их тайное убежище. К тому же, после захвата их телохранителями, он (в результате угроз со стороны бандитов) выдаёт им место, где лежит рубин. Позже выясняется, что Жаб собирает коллекцию вещей, так или иначе связанных с королевой, и рубин для него — одна из тех вещей, которых сильно недостаёт в его галерее.
Когда они оказываются уже в логове Жаба, Рите всё же удаётся перехитрить его и она сбегает от Жаба вместе с рубином, прихватив по пути уникальный кабель, вслед за ней увязывается и Родди, поскольку с ней по-прежнему связаны все его надежды на возвращение домой. Рита не знает, для чего нужен этот кабель, и использует его как тарзанку (а впоследствии как ремень). Жабу хотелось смыть подземный город, открыв главные ворота во время перерыва футбольного матча, когда миллионы людей пойдут в туалет и спустят воду в канализацию, чтобы погубить крыс и заселить город себе подобными. Уникальный кабель был необходимой деталью в его механизме, открывающем ворота.
Спасаясь от их преследования, Родди снова попадает к Рите на катер. В результате этой новой встречи выясняется, что рубин был фальшивым — Родди разбивает его, чтобы доказать это Рите, что, конечно, вызывает её негодование. Чтобы её успокоить, Родди обещает ей настоящий рубин, если она сумеет доставить его наверх, и они заключают сделку.
Чтобы поймать Риту и вернуть кабель, Жаб вызывает Лягуша, своего французского кузена (выясняется, что Жаб был любимым питомцем самого принца Чарльза, но когда его заменила крыса, дворецкий смыл его в унитаз, из-за чего он и  начал ненавидеть всех мышей и крыс). Хоть Лягуш и профессионал, у него не получается поймать Родди и Риту, и они оказываются на поверхности (ценой собственного катера). Придя домой, Родди обнаруживает у себя дома полнейший разгром, который устроил Сид. Родди, боясь сказать Рите, что он абсолютно один, говорит, что Сид — это его брат. К несчастью для Родди, Сид и Рита знают друг друга, и тем самым Рита узнаёт о его одиночестве — факте, который он пытался скрыть от неё, с тех пор, как увидел её в кругу её большой безбашенной семьи там внизу. Несмотря на это разочарование, Рита не теряет симпатии к нему (которая зародилась в результате пережитых вместе приключений), но он не желает ничего слышать, и делает вид, что ему прекрасно живётся в одиночку, и Рита уходит.
В подземном городе у неё отнимают кабель, при помощи которого Жаб готовился исполнить свой злобный план. Тем временем Родди застаёт Сида за просмотром финального матча между Англией и Германией, и тот рассказывает ему, что не намерен идти в туалет до самого перерыва, чтобы не пропустить ничего из игры, тем самым натолкнув Родди на мысль о том, какой именно план готовил Жаб. Родди прежним путём отправляется в канализацию, чтобы предотвратить уничтожение подземного города. Ему удаётся освободить Риту, и они вместе избавляют город от гибели. После этого Родди решает остаться жить у Риты и не возвращаться домой (ещё перед отправкой он предложил Сиду своё место, Сид согласился без колебаний). И он поступил правильно, так как с началом финальных титров мы узнаём, что в дом принесли кота.

## Основные персонажи
| Актёр              | Роль                   |
| ------------------ | ---------------------- |
| Хью Джекман        | Родди Сент-Джеймс      |
| Кейт Уинслет       | Рита Мэлоун            |
| Иэн Маккеллен      | Жаб                    |
| Жан Рено           | Лягуш                  |
| Энди Серкис        | Штырь                  |
| Билл Найи          | Альби                  |
| Шэйн Ричи          | Сид                    |
| Дэвид Суше         | отец Риты              |
| Кэти Бёрк          | мать Риты              |
| Джон Мотсон        | Футбольный комментатор |
| Сэм Фелл           | Предсказатель          |
| Пол Шэрдлоу        | Одноногий              |
| Рэйчел Роулинсон   | Табита                 |
| Майлз Ричардсон    | отец Табиты            |
| Сьюзэн Дюрден      | мать Табиты            |
| Ньюэлл Александр   | Техасец                |
| Кристофер Фэйрбэнк | Тед                    |
| Дэвид Бауэрс       | Золотая Рыба           |

## Прокат
Фильм вышел в прокат в Чили 29 октября 2006 года, в России, Сингапуре и на Украине — 2 ноября 2006 года, в Словакии и США — 3 ноября 2006 года, в Великобритании, Дании и Камеруне — 1 декабря 2006 года.

## Реакция

### Отзывы критиков и зрителей
На сайте Rotten Tomatoes мультфильм получил рейтинг 75 % (89 критиков из 119 дали фильму положительную оценку) и его охарактеризовали как «умный и милый мультфильм для детей и взрослых». На сайте IMDb он получил оценку 6,7 (проголосовало 86 128 человек).

### Кассовые сборы
Общие кассовые сборы мультфильма в США составили 64 011 656 $ (18 814 323 $ в первый уикенд), что ниже многих других компьютерных анимационных фильмов DreamWorks Animation. В первый уикенд его опередили фильмы «Санта Клаус 3» и «Борат». Продюсеры ожидали, что сборы в США превысят бюджет фильма, который составлял 149 000 000 $, однако этого не произошло.
Общие кассовые сборы фильма в Австралии составили 7 388 265 $ (1 043 025 $ в первый уикенд). Общие кассовые сборы фильма в Бразилии составили 5 127 914 $. Общие кассовые сборы фильма в Германии составили 5 589 210 $ (1 349 971 $ в первый уикенд). Общие кассовые сборы фильма в России составили 5 827 392 $ (2 432 020 $ в первый уикенд). Общие кассовые сборы фильма во Франции составили 10 263 118 $ (2 779 080 $ в первую неделю).
Общие кассовые сборы в мировом прокате составили 109 535 711 $ (из них 21 085 492 $ в Великобритании, где фильм вышел почти на месяц США), что в сумме со сборами в США (итого получилось 173 547 367 $) позволило создателям оправдать бюджет.

## Видеоигра
Одновременно с мультфильмом была выпущена одноимённая видеоигра по его мотивам. Игра сочетает элементы экшена и квеста. Она представлена для консолей PlayStation 2, Nintendo GameCube, Game Boy Advance и Nintendo DS. Несмотря на негативные отзывы критиков, игра получила награду «Энни» в номинации лучшая анимационная видеоигра.

## Награды и номинации
| Год  | Результат | Награда           | Номинация                                 | Примечания                |
| ---- | --------- | ----------------- | ----------------------------------------- | ------------------------- |
| 2006 | Номинация | Satellite Awards  | Лучший мультфильм                         |                           |
| 2007 | Победа    | Annie Awards      | Лучшая озвучка в мультфильме              | Иэн МакКеллен в роли Жаба |
| 2007 | Победа    | Annie Awards      | Лучший сценарий мультфильма               |                           |
| 2007 | Победа    | Annie Awards      | Лучшая анимация персонажей в мультфильмах |                           |
| 2007 | Победа    | Annie Awards      | Лучшие анимационные эффекты               |                           |
| 2007 | Номинация | Annie Awards      | Лучшая режиссура в мультфильме            |                           |
| 2007 | Номинация | Saturn Award      | Лучший мультфильм                         |                           |
| 2007 | Номинация | Golden Reel Award | Лучший звуковой монтаж и звуковые эффекты |                           |
| 2007 | Номинация | BFCA Award        | Лучший мультфильм                         |                           |
| 2007 | Номинация | BAFTA             | Лучший мультфильм                         |                           |